# リュティエ
リュティエ（Luthier、1965年 - 1981年）は、フランスのサラブレッドの競走馬、および種牡馬。おもな勝鞍に1968年のジャック・ル・マロワ賞がある。種牡馬としての成績が顕著で、フランスのリーディングサイアーの座を4度獲得した。リュティエという名は弦楽器職人を意味する。

## 経歴

### 競走馬時代
1965年にフランス・カルヴァドス県にあるモートリ牧場で生まれた牡馬である。同牧場の運営者であったギー・ド・ロチルドに所有され、ジョフロワ・ワトソン調教師のもとで競走馬としての調教を受けた。
リュティエは生涯を通してフランスで競走生活を送った。1967年のドーヴィル競馬場でデビューを初勝利で飾り、翌戦にグランクリテリウムに挑むがサーアイヴァーに敗れての4着で同年を終えた。
翌年は4月ごろより始動、年初のグレフュール賞は5着に終わったが、同月に出走したノアイユ賞で同年の初勝利を挙げた。その後当時のクラシック路線に乗り、リュパン賞を勝ってジョッケクルブ賞に挑んだが、6着に敗れている。
同年8月にジャック・ル・マロワ賞へと出走して優勝するが、これが最後の勝利となり、以後は翌年に引退するまで勝鞍はなかった。

### 種牡馬時代
引退後はバス＝ノルマンディーのエトレアム牧場に繋養され、そこで種牡馬として活動し始めた。ここでリュティエは競走生活を送っていたころ以上に成功し、初年度産駒が活躍した1973年にはフランスのファーストクロップ・リーディングサイアーを獲得、さらに1976年にはフランス全体でのリーディングサイアーの座を手に入れた。その後もリュティエは活躍馬を輩出し、1982年から1984年までの3年間でふたたびリーディングサイアーに輝いている。
リュティエが1981年に没するまでの生涯で輩出したステークス競走勝ち馬は、全部で61頭にのぼる。その中で代表産駒として名の挙がる馬に、1984年の凱旋門賞勝ち馬であるサガス（Sagace 1980年生、牡馬）がいる。以下はそのほかのおもな大競走勝ち馬。
- リヴァークィーン Riverqueen - 1973年生、牝馬。プール・デッセ・デ・プーリッシュ（フランス1000ギニー）など。
- ライトバンク Right Bank - 1983年生、牝馬。イタリア牝馬二冠など。
- サンシリアン Saint Cyrien - 1980年生、牡馬。グランクリテリウム（フランス）など。
- ノーリュート No Lute - 1978年生、牡馬。リュパン賞勝ち馬。グレフュール賞は1着だったが、後にドーピング検査に陽性を示して失格となった。
- ヤワ Yawa - 1980年生、牡馬。パリ大賞典など。
- アシュモア Ashmore - 1971年生、牡馬。ドーヴィル大賞典など。
- ワーフィーバー Warfever - 1975年生、牝馬。マッチメーカーステークス勝ち馬。

後継の種牡馬も多く、前述のサガスやサンシリアンなどが種牡馬となり、とくにサガスはブリーダーズカップ・クラシック勝ち馬のアルカング（Arcangues 1988年、牡馬）を出している。
また、母の父としても多大な実績を残しており、1987年など6年度に亘ってフランスのリーディングブルードメアサイアーに輝いている。母父としての代表産駒に、セントレジャーステークス優勝馬のミケラッツォ（Michelozzo 1986年生、牡馬）などがいる。
日本では直仔による活躍はなかったが、フランスで競走生活を送っていたダンディルートが日本に輸入されて種牡馬になると、ビゼンニシキなどの活躍馬を輩出する大成功となり、リュティエの血統が日本でも通用することが示された。リュティエ産駒の種牡馬はこのほかに、前述のノーリュートやヤワなどが日本に輸入されており、ノーリュートからは中山大障害優勝馬のブロードマインド、ヤワからは岩手県競馬の名馬モリユウプリンスなどが出ている。また、ビゼンニシキの産駒にマイルチャンピオンシップを連覇したダイタクヘリオスがいる。
しかし、その後リュティエの父系は先細りしていった。ダンディルートの子孫はダイタクヤマトが最後の種牡馬であった。またサガス産駒のアルカングも日本に輸出されたが結果は今一つで、後継種牡馬は出せなかった。既に世界的に平地競馬では全滅しており、障害競走用の血統ではボンボンローズ（2005年フェルディナンデュフォーレ賞）などを輩出している。2020年現在も産駒ティップモスの子孫であるダイヤモンドボーイが障害競走生産用種牡馬として活躍している。

## 評価

### 主な勝鞍
※当時はグループ制未導入
1967年（2歳） 2戦1勝
1968年（3歳） 6戦3勝
ノアイユ賞、リュパン賞、ジャック・ル・マロワ賞
1969年（4歳） 2戦0勝

### 種牡馬成績
- 1976年・1982年-1984年 - フランスリーディングサイアー
- 1987年-1993年・1995年 - フランスリーディングブルードメアサイアー

## 血統表
| リュティエの血統（クラリオン系<トウルビヨン系 / Swynford 4x5x5=12.50%、 Blandford 母内4x4=12.50%、 Gay Crusader 父内5x5=6.25%） | リュティエの血統（クラリオン系<トウルビヨン系 / Swynford 4x5x5=12.50%、 Blandford 母内4x4=12.50%、 Gay Crusader 父内5x5=6.25%） | リュティエの血統（クラリオン系<トウルビヨン系 / Swynford 4x5x5=12.50%、 Blandford 母内4x4=12.50%、 Gay Crusader 父内5x5=6.25%） | （血統表の出典）       | （血統表の出典） |
| 父 Klairon 1952 鹿毛 フランス                                                                                                   | 父の父Clarion 1944 鹿毛 フランス                                                                                                | Djebel | Tourbillon             | Tourbillon       |
| 父 Klairon 1952 鹿毛 フランス                                                                                                   | 父の父Clarion 1944 鹿毛 フランス                                                                                                | Djebel | Loika                  |                  |
| 父 Klairon 1952 鹿毛 フランス                                                                                                   | 父の父Clarion 1944 鹿毛 フランス                                                                                                | Columba | Colorado               | Colorado         |
| 父 Klairon 1952 鹿毛 フランス                                                                                                   | 父の父Clarion 1944 鹿毛 フランス                                                                                                | Columba | Gay Bird               |                  |
| 父 Klairon 1952 鹿毛 フランス                                                                                                   | 父の母Kalmia 1931 鹿毛 フランス                                                                                                 | Kantar | Alcantara              | Alcantara        |
| 父 Klairon 1952 鹿毛 フランス                                                                                                   | 父の母Kalmia 1931 鹿毛 フランス                                                                                                 | Kantar | Karabe                 |                  |
| 父 Klairon 1952 鹿毛 フランス                                                                                                   | 父の母Kalmia 1931 鹿毛 フランス                                                                                                 | Sweet Lavender | Swynford               | Swynford         |
| 父 Klairon 1952 鹿毛 フランス                                                                                                   | 父の母Kalmia 1931 鹿毛 フランス                                                                                                 | Sweet Lavender | Marchetta              |                  |
| 母 Flute Enchantee 1950 鹿毛 フランス                                                                                           | 母の父Cranach 1938 鹿毛 フランス                                                                                                | Coronach | Hurry On               | Hurry On         |
| 母 Flute Enchantee 1950 鹿毛 フランス                                                                                           | 母の父Cranach 1938 鹿毛 フランス                                                                                                | Coronach | Wet Kiss               |                  |
| 母 Flute Enchantee 1950 鹿毛 フランス                                                                                           | 母の父Cranach 1938 鹿毛 フランス                                                                                                | Reine Isaure | Blandford              | Blandford        |
| 母 Flute Enchantee 1950 鹿毛 フランス                                                                                           | 母の父Cranach 1938 鹿毛 フランス                                                                                                | Reine Isaure | Oriane                 |                  |
| 母 Flute Enchantee 1950 鹿毛 フランス                                                                                           | 母の母Montagnana 1937 鹿毛 フランス                                                                                             | Brantome | Blandford              | Blandford        |
| 母 Flute Enchantee 1950 鹿毛 フランス                                                                                           | 母の母Montagnana 1937 鹿毛 フランス                                                                                             | Brantome | Vitamine               |                  |
| 母 Flute Enchantee 1950 鹿毛 フランス                                                                                           | 母の母Montagnana 1937 鹿毛 フランス                                                                                             | Mauretania | Tetratema              | Tetratema        |
| 母 Flute Enchantee 1950 鹿毛 フランス                                                                                           | 母の母Montagnana 1937 鹿毛 フランス                                                                                             | Mauretania | Lady Maureen F-No.14-c |                  |

母Flute Enchanteeはドーヴィル大賞典の勝ち馬。本馬の半兄にプール・デッセ・デ・プーラン（フランス2000ギニー）の勝ち馬で日本のチャンピオンサイヤーになったガーサントがいる。